# Etsuko Inoue
Etsuko Inoue (Japans: 井上悦子, Inoue Etsuko) (Tokio, 18 oktober 1964) is een tennisspeelster uit Japan.
In 1982 speelt ze op de Aziatische Spelen 1982 waar ze samen met Masako Yanagi een bronzen medaille haalt. Bij het damesenkelspel wint ze de gouden medaille. Bij het gemengd dubbelspel wint ze met Ichiro Nakanishi een zilveren medaille.
In 1983 speelt Inoue op Roland Garros haar eerste grandslam.
Dat jaar wint ze ook het WTA-toernooi van Japan, het jaar daarop wint ze vervolgens het WTA-toernooi van Tokio.
In 1984 kwam Inoue voor Japan uit op de Olympische spelen in Los Angeles. Vier jaar later speelde ze met Kumiko Okamoto op het Olympische dubbeltoernooi in Seoul.
Tussen 1982 en 1989 speelde Inoue 30 partijen voor Japan op de Fed Cup.